# Países Bajos en los Juegos Olímpicos de Innsbruck 1964
Los Países Bajos estuvieron representados en los Juegos Olímpicos de Innsbruck 1964 por un total de 6 deportistas que compitieron en 2 deportes.  
El portador de la bandera en la ceremonia de apertura fue el patinador de velocidad Ard Schenk.

## Medallistas
El equipo olímpico neerlandés obtuvo las siguientes medallas:
| Nombre           | Deporte               | Competición  |
| ---------------- | --------------------- | ------------ |
| Oro              |                       |              |
| Sjoukje Dijkstra | Patinaje artístico    | Individual F |
| Plata            |                       |              |
| Kees Verkerk     | Patinaje de velocidad | 1500 m M     |
| Bronce           |                       |              |
| —                |                       |              |